# Marek Piestrak
Pour les articles homonymes, voir Piestrak.
Marek Piestrak, né le 31 mars 1938 à Cracovie, est un réalisateur et scénariste polonais.

## Filmographie

### Acteur

#### Télévision
Séries télévisées
- 1976 : Znaki szczególne

### Réalisateur

#### Cinéma
- 1979 : L'Enquête du pilote Pirx (Test pilota Pirxa)
- 1983 : Wilczyca
- 1988 : L'Incantation de la vallée des serpents (Klatwa doliny wezy)
- 1990 : Powrót wilczycy
- 1993 : Lza ksiecia ciemnosci
- 1999 : Odlotowe wakacje

#### Télévision
Séries télévisées
- 1986 : Przylbice i kaptury
- 1997 : Lata i dni
- 1998 : Zycie jak poker

Téléfilms
- 1970 : Cicha noc, swieta noc
- 1974 : Sledztwo
- 1975 : Cien tamtej wiosny

### Scénariste

#### Cinéma
- 1979 : Test pilota Pirxa
- 1983 : Wilczyca
- 1988 : Klatwa doliny wezy
- 1999 : Odlotowe wakacje

#### Télévision
Séries télévisées
- 1986 : Przylbice i kaptury

Téléfilms
- 1970 : Cicha noc, swieta noc
- 1974 : Sledztwo